# Suha (Voje)
Suha je gorski potok, ki izvira pod planino Blato severno od planine Vogar nad Bohinjem. V zgornjem toku tvori slap. V dolini Voje se izliva v potok Mostnica, ki se pri Bohinjskem jezeru izliva v Savo Bohinjko.